# Khan Zade
Khan Zade (Sevin Beg Khanzada) (+1411), fou princesa de la dinastia Sufi, filla de Husayn Sufi, casada successivament amb dos fills de Tamerlà. Al seu temps, quan la dona estava totalment supeditada als homes, especialment als de la casa reial, es va aixecar contra el maltractament que li infringia el seu marit Miran Xah, sovint borratxo; Fos perquè les princeses no es queixaven de coses així i el fet fou escandalós o per altres causes, Tamerlà, el pare de Miran Xah, va donar suport a la princesa i va privar al seu fill del seu govern a l'Azerbaidjan i l'Iraq Ajamita.

## Princesa de la dinastia Sufi
A la mort del rebel senyor de Coràsmia, Husayn Sufi, el va succeir el seu germà Yusuf Sufi (1371) que immediatament va enviar la seva espasa a Tamerlà en signe de submissió i va manifestar la seva obediència i fidelitat a Timur. També es va oferir a donar en matrimoni la seva neboda (filla de Husayn Sufi) coneguda habitualment com a Khan Zade que vol dir "nascuda d'un kan" (era descendent del kan genguiskhànida Uzbeg Khan de l'Horda d'Or i neta per línia materna de Janibeg) a un dels fills de Timur, enllaç que serviria de vincle entre les dues parts. Timur hi va donar el acord amb la condició que agents del fill Jahangir ibn Timur (que seria el nuvi) haurien de quedar a Coràsmia per recaptar el tribut.
Uns mesos després Yusuf Sufi va reprendre la revolta iniciada pel seu germà i va ocupar Kath. El 1372 Tamerlà va marxar altre cop a Coràsmia i Yusuf Sufi, assabentat de la sort d'alguns amirs aliats (que havien estat executats) i davant l'arribada de Timur, va enviar un ambaixador a pregar als amirs i a Jahangir a intercedir pel seu perdó. També va enviar a la seva neboda, Khan Zade, amb una comitiva i regals (or, gemes, pells fines, satinats, tapissos ornats, i fins i tot un tron daurat), per a ser confiada a Jahangir. Khan Zade era molt expressiva i va demanar el perdó pel seu oncle a Timur. Aquest va accedir i va confiar el regne de Coràsmia a Jahangir però Yusuf Sufi l'administraria per delegació, tornant després a Samarcanda.

## Enllaç amb Jahangir
Yadighar Barles (descendent de Lala, fill de Karaxar Noyan), Daud Dughlat i Oljeitu Apardi foren els encarregats de portar la núvia Khan Zade a Samarcanda on fou rebuda per les principals dones de la família timúrida entrant amb tot honor i pompa. Després es va celebrar la cerimònia nupcial en presència dels sayyids i ulemes. L'enllaç es va produir probablement el 1373.

## Esposa de Miran Shah
El 1376 va morir Jahangir i va quedar vídua. En els tres anys de matrimoni havia tingut un fill (Muhammad Sultan) i una filla (Yadighar Sultan). Posteriorment, el 1383, es va casar amb Miran Shah, el germà de Jahangir. El 1384 ja tenia un fill mascle, Khalil Sultan. Se l'esmenta al riu Murghab (1384), a Kabushan (1392), a l'Iraq Ajamita (1393), a Sultaniya (1395), A Samarcanda (1397), Tabriz (1397), Awnik (1400 i 1403) i el riu Jagadu (1401).
El 1398, després d'una caiguda de cavall, el compartament de Miran Shah havia anat empitjorant. Es va assenyalar un abundant consum de vi (que ja bebia abans de la caiguda i es va incrementar) i un increment de les injuriar a la seva esposa Khan Zade; aquesta va indagar d'on sortien els rumors que causaven la ira de Miran Shah i en la indagació va fer matar alguns personatges i algun altre, com el visir Dawlat Khoja Inak, va haver de fugir i refugiar-se a Rayy amb Bayan Kutxin; els seus bens foren saquejats. L'hostilitat entre Miran Shah i Khan Zade es va incrementar. Khan Zade era una de les dames mes influents; va anar a veure a Timur i li va explicar que el comportament del seu marit havia degenerat; que l'apallissava; que complotava per apoderar-se del tron i demanava protecció assegurant que no tornaria amb el seu marit perquè ja no ho podia aguantar mes. La notícia no era una sorpresa completa per a Tamerlà. Ja en el camí de tornada des de l'Índia, li havien arribat notícies de la disbauxa incontrolada de Miranshah. Hi havia històries de jocs d'atzar, de competicions de consum de alcohol a l'interior de les mesquites i de monedes d'or llançades des de les finestres del palau a les mans de frenètics caminants. La tresoreria estatal havia quedat seca per finançar les activitats hedonistes del príncep. Una altra evidència de la seva inquietud va venir en informes de que havia profanat la tomba del príncep mongol il-kànida Oljeitu a la famosa mesquita de cúpula verda de Sultaniya. Un altre tomba, la de l'historiador persa Rashid al-Din, va ordenar que fos destruïda i els ossos traslladats al cementiri jueu. Altres edificis importants de la ciutat també foren enderrocats. Clavijo dubtava dels informes de la bogeria de Miranshah, però atribuïa el seu comportament estrany a inseguretat i manca d'atenció. Clavijo pensaba que Miran Shah s'adonava de que res del que fes a aquelles ciutats que governava seria millor que el que havien fet els seus antecessors. Sobre el complot per agafar el tron Arabshah esmenta una carta en la qual Miran Shah recomanava al seu pare, per l'edat i la seva debilitat, que deixés el comandament als fills o nets, que guardarien millor l'imperi i administrarien millor justícia, però es poc probable que Timur hagués permès dir això a un fill sense prendre mesures.

## Mort del fill gran
El 1403, havent mort Muhammad Sultan en el retorn d'Anatòlia, Tamerlà va cridar a les emperadrius Sarai Mulk Khanum, Tuman Agha, Txelpan Mulk Agha i la princesa Khan Zade, per anar a trobar-lo a Awnik (des de Sultaniya). Khan Zade va arribar a Awnik. Després es va sentir el dolor de la mare. Khan Zade: havia perdut al primer marit Jahangir, havia tingut problemes amb el segon Miran Shah i ara perdia el seu primer fill (el fill gran). La noticia de la mort de Muhammad Sultan la va esfondrar. Quan va arribar, es va arrancar els cabells, es va arrancar la roba i es va rascar les galtes fins que van sagnar. Mai havia esperat que el seu fill caigués tan jove, es va lamentar. Havia estat destinat a convertir-se en un gran emperador. Ara les seves llàgrimes corrien com la sang Timur va ordenar que el banquet funerari de Muhammad Sultan se celebrés a Awnik. Els senyors d'Àsia van arribar amb el seu condol, lloant Al·là per dignificar el món amb un príncep i guerrer tan viril. Els sacerdots recitaven l'Alcorà en un sombre monòton. El tambor de Muhammad Sultan va donar el darrer trons. Tot d'una, les dones de la cort i els prínceps, els reis i amirs vassalls, els soldats i els servents, van deixar anar un terrible crit de dol. A continuació, el tambor fou tallat a trossos, en honor del costum mongol. Mai mes sonaria en homenatge a un altre príncep. Des d'Awnik, el taüt del príncep va ser portat a Sultaniya, d'allà a Samarcanda, on Temur havia ordenat a la població que observés el dol públic.
A finals de març del 1404 va ordenar el banquet mortuori del aniversari del decés del príncep Muhammad Sultan, del que es beneficiaren principalment els religiosos i els pobres, al final del qual la princesa Khan Zade va marxar a Sultaniya i allí va agafar el taüt del seu fill (que era a la tomba del profeta Haydar) i el va prendre cap a Samarcanda.

## Mort
No se li esmenta cap paper en l'accés al poder del seu fill Khalil Sultan. Quan aquest va morir, al cap de pocs dies Khan Zade el va seguir a la tomba (novembre de 1411).

## Descendència[6]
amb Jahangir Mirza
- Muhammad Sultan (1375–1403) que fou pare de:
  - Yahya (nascut vers 1400)
  - Sad Vaccas (vers 1399–1417/8)
  - Muhammad Jahangir (1396–1433)
  - Aka Biki o Agha Beghi (+ 1419), casada amb Ulugh Beg (fill de Shah Rukh)
  - Aziz Sultan
  - Aixa Biki, casada amb Yusuf (fill de Sulayman Shah Dughlat) i en segones noces amb Sayyidi Ahmad (fill de Miran Shah)
  - Shad Malik
- Yadigar o Yadighar Sultan Begum

amb Miran Shah
- Khalil Sultan (1384–1411) que fou pare de:
  - Burgul (nascut 1399)
  - Muhammad Bahadur
  - Muhammad Bakir (1411–1434)
  - Ali
  - Kitxik Agha
  - Shirin Beg Agha
  - Sultan Badi al-Mulk, casada amb Ulugh Beg (fill de Shah Rukh)
  - Saray Malik Agha
- Muhammad Qasim
- Biki Sultan, casada amb Iskandar ibn Umar Xaikh [7] i en segones noces amb Baykara (fill d'Umar Xaikh)